# Vaughn Duggins
Vaughn Duggins (Pendleton, 10 luglio 1987) è un ex cestista statunitense.

## Palmarès
- Leaders Cup: 1

Le Mans: 2014